# Koolhoven FK 51
El Koolhoven F.K.51 fue un avión biplano biplaza de entrenamiento básico construido por la empresa neerlandesa Vliegtuigfabriek Koolhoven en los años 30 del siglo XX.

## Diseño y desarrollo
En 1920, Frits Koolhoven abandonó la empresa británica British Aerial Transport Company, para la que había diseñado el caza monoplaza BAT FK 23 Bantam, una versión biplaza de acrobacia y carreras designada BAT F.K.27 y el transporte civil cuatriplaza BAT F.K.26. Ninguno de estos aparatos fue construido en número significativo. Al volver a su tierra natal, Países Bajos, fue empleado en la compañía Nationale Vliegtuigindustrie (NVI) creada en La Haya en 1922. A partir de 1926 se independiza y funda la Vliegtuigfabriek Koolhoven, en un principio en un hangar en el aeropuerto de Waalhaven en Róterdam.
Los modelos más conocidos fueron el biplano de entrenamiento básico Koolhoven F.K.51 y el caza monoplaza Koolhoven F.K.58. El primero entró en servicio en grandes cantidades en la fuerza aérea de los Países Bajos a mediados de los años 1930 hasta la Segunda Guerra Mundial; el segundo se utilizó al inicio de la guerra por el Armée de l'air francés.
El prototipo del biplano de entrenamiento básico Koolhoven F.K.51 efectuó su primer vuelo el 25 de mayo de 1935 desde Waalhaven. Llevó la designación provisional Z-1, que era reemplazada por la matrícula civil PH-AJV cuando el aparato se utilizaba en exhibiciones aéreas. Era un biplano de envergaduras iguales y construcción mixta, que estaba diseñado para aceptar ser propulsado por motores de entre 250 y 500 hp. Su tren de aterrizaje era de vía ancha para poder soportar el mal uso que se esperaba le proporcionasen los alumnos pilotos, fijo y de rueda de cola.

## Historia operacional
La Real Fuerza Aérea de los Países Bajos (LVA) encargó entre 1936 y 1937 un total de 25 F.K.51, que estaban propulsados por motores radiales Armstrong Siddeley Cheetah V de 270 hp. Posteriormente se adquirieron otros 29 aparatos con motor Cheetah IX de 350 hp. El Arma Aérea de la Armada neerlandesa adquirió 24 F.K.51, matriculados del E-1 al E-24, todos ellos propulsados por un motor radial Pratt & Whitney de 450 hp. El Real Ejército de las Indias Orientales Neerlandesas fue equipado entre 1936 y 1938 con 28 F.K.51 propulsados por motores Wright Whirlwind de 420 hp. Un mínimo de otros siete fueron enviados al Militaire Luchtvaart Koninklijk Nederlands-Indisch Leger (Cuerpo de Aviación del Ejército de las Indias Orientales (ML-KNIL)).
El gobierno de la República Española, implicado en la Guerra Civil, se interesó por el aparato a partir de la demostración efectuada con el prototipo PH-AJV, encargando finalmente 28 F.K.51. Matriculados de EK-001 a EK-028, fueron entregados en dos versiones a partir de abril de 1937; once estaban propulsados por el motor radial Armstrong Siddeley Jaguar IVA de 400 hp y los diecisiete restantes, designados F.K.51bis, por el también radial Wright R-975 Whirlwind de 450 hp. Algunos de los F.K.51 españoles fueron utilizados como entrenadores de caza nocturna basados en el aeródromo de El Carmolí. Otros entraron en acción como cazas nocturnos operacionales o como aparatos de reconocimiento, en cuyo caso estaban armados con dos ametralladoras Vickers de 7,7 mm en el borde de ataque del plano superior, con otra ametralladora Lewis del mismo calibre emplazada en un montaje móvil manejado por el observador. Al término de la contienda fueron recuperados seis aparatos; tres fueron destinados al Grupo de Estado Mayor (2ª Escuadrilla) para labores de enlace, primero con el indicativo 30 y a partir de 1945 redesignados L-18.174 a 176, hasta que fueron dados de baja por falta de repuestos.

## Variantes
F.K.51
Prototipo y variante principal de producción, 125 construidos.
F.K.51bis
Variante con motor Wright R-975 Whirlwind de 450 hp, diecisiete construidos.

## Operadores
República Española
- Fuerzas Aéreas de la República Española (FARE)

 Estado español
- Ejército del Aire de España

 Países Bajos
- Real Fuerza Aérea de los Países Bajos

## Especificaciones
Referencia datos: TracesOfWar.nl : FK-51, Koolhoven, Jane's All the World's Aircraft 1937

### Características generales
- Tripulación: Dos (un observador/estudiante, un piloto/instructor)
- Longitud: 7,9 m (25,8 ft)
- Envergadura: 9 m (29,5 ft)
- Altura: 2,8 m (9,2 ft)
- Superficie alar: 27 m² (290,6 ft²)
- Peso vacío: 990 kg (2182 lb)
- Peso cargado: 1450 kg (3195,8 lb)
- Peso máximo al despegue: 1600 kg (3526,4 lb)
- Planta motriz: 1× motor radial de siete cilindros refrigerado por aire Armstrong Siddeley Cheetah IX.
  - Potencia: 261 kW (360 HP; 355 CV)
- Hélices: Bipala de paso fijo
- Capacidad de combustible: 220 l

### Rendimiento
- Velocidad máxima operativa (Vno): 253 km/h (157 MPH; 137 kt) a 2200 m (7218 pies); 232 km/h (144 mph; 125 kn) a nivel del mar
- Velocidad crucero (Vc): 229 km/h (142 MPH; 124 kt) a 2200 m (7218 pies); 206 km/h (128 mph; 111 kn) a nivel del mar
- Alcance: 775 km (418 nmi; 482 mi)
- Techo de vuelo: 6300 m (20 669 ft)
- Carga alar: 53,8 kg/m² (11 lb/ft²)
- Potencia/peso: 0,1807 kW/kg (0,1099 hp/lb)
- Tiempo a altitud:

  - 1000 m (3281 pies) en 2 min 24 s
  - 2000 m (6562 pies) en 5 min 12 s
  - 3000 m (9843 pies) en 8 min 36 s

### Armamento
- Armas de proyectiles: 

  - #1 a #10: sin armamento
  - #11 a #25: 1x o 2x Lewis de 7,7 mm (0.303 in) en el ala superior
  - #400 a #428: 2 de 7,7 o 7,9 mm (0.303 o 0.311 in), una en el ala y otra para el observador

## Aeronaves relacionadas

### Secuencias de designación
- Secuencia F.K._ (interna de Koolhoven): ← F.K.48 - F.K.49 - F.K.50 - F.K.51 - F.K.52 - F.K.53 - F.K.54 →
- Secuencia Numérica (Aeronaves del Ejército del Aire español, 1939-1945): ← 30 (XII) - 30 (XIII) - 30 (XIV) - 30 (XV) - 30 (XVI) - 30 (XVII) - 30 (XVIII) →
- Secuencia L._ (Aeronaves Utilitarias del Ejército del Aire español, 1945-1954): ← L.15 - L.16 - L.17 - L.18 - L.19 - L.20